# Соловей-красношейка
Соловей-красношейка (лат. Calliope calliope) — вид птиц семейства мухоловковых. У самца ярко-красное горло, уздечка и полоска у подбородка и горла чёрные. Песня громкая, почти не уступающая по звучности соловью, но короткая. Нередко начинается с подражания другим птицам. Питаются насекомыми и другими беспозвоночными, которых собирают почти исключительно на земле среди травы, кустов, подлеска, валежника. Едят также ягоды.

## Описание
Соловей-красношейка достигает длины 14,5—16 см и массы от 16 до 27 г; размах крыльев варьирует от 23 до 25 см. Выражен половой диморфизм. У самцов голова и верхняя часть тела оливково-коричневые, грудь и бока светло-коричневатые, брюхо кремово-белое. На крыльях рыжевато-коричневые пятна. Хвост короткий, тёмно-коричневый. Уздечка чёрного цвета, короткая «бровь» белая, на щеках белые «усы», на горле ярко-красное пятно с узкими чёрными краями. Глаза тёмные, с узким светлым окологлазным кольцом. Клюв черноватый, ноги серые или розовато-коричневые.
У самок «брови» и «усы» менее чёткие, бледно-охристые; горло охристое или светло-охристое, окаймленное тёмно-серо-коричневатой полосой; клюв тёмно-коричневый. Окраска молодых птиц подобна окраске самок, однако маховые перья у них также имеют бледно-коричневые кончики, а ноги телесного цвета.
Песня громкая, почти не уступающая по звучности соловью, но короткая. Нередко начинается с подражания другим птицам. Часто слышится его звонкий свист, вроде «фиуть-фиуть», с ударением на второй слог.

## Ареал
Распространён в азиатской части России, включая Камчатку и Чукотский полуостров, кроме приполярных областей. Соловей-красношейка — перелётная птица. Зимует в Юго восточной Азии, Южном Китае и Индии.

## Размножение
Гнездо строит самка на земле, в хорошо укрытом месте, среди кустов и высокой травы, обычно под кустом на небольшом возвышении. Реже гнездо помещается относительно открыто. Оно имеет вид шара или неполного шара с входом сбоку или сбоку и сверху. Гнездовой материал — древесные листья, трава, мох, лоток выстилают тем же, но более мягким материалом, бывает немного шерсти. Кладка из 2-6, чаще 4-5 яиц. Их окраска светлая, голубовато- или зеленовато-серая, часто с буроватой или красноватой пигментацией в виде налета или слабого крапа, обычно только на тупом конце. Размеры яиц 19-23 х 14-17 мм. Насиживает только самка 13-14 дней, кормят птенцов обе взрослые птицы. Птенцы с редкими длинными пушинками на голове и спине, ротовая полость желтая, с бледно-желтыми клювными валиками. Покидают гнездо в возрасте 13-15 дней.

## Подвиды
Выделяют три подвида:
- Calliope calliope beicki (Meise, 1937) — север Китая
- Calliope calliope calliope (Pallas, 1776) — Сибирь, север Монголии, северо-восток Китая, север Кореи
- Calliope calliope camtschatkensis (Gmelin, 1789) — Камчатка, Командорские острова, Курильские острова, север Японии